# گرومن ای-۶ اینترودر
ای-۶ اینترودر جنگندهٔ تهاجمی آمریکایی دوموتوره با بال میانه است که توسط شرکت گرومن ساخته شده است. این جنگنده بعدها جای خود را به مک دانل داگلاس اف/ای-۱۸ هورنت داد.

### گرومن ای-۶ اینترودر (Grumman A-6 Intruder)
گرومن ای-۶ اینترودر یک هواپیمای تهاجمی دو نفره و دوسرنشینه تولید شده توسط شرکت هوافضای آمریکایی گرامن است. این هواپیما در دهه 1960 برای نیروی دریایی ایالات متحده طراحی و ساخته شد و به مدت چند دهه به‌عنوان یکی از اصلی‌ترین هواپیماهای تهاجمی نیروی دریایی و تفنگداران دریایی ایالات متحده خدمت کرد. ای-6 اینترودر به دلیل توانایی‌های منحصربه‌فرد خود در عملیات تهاجمی در هر شرایط آب‌وهوایی و شبانه‌روزی شناخته می‌شود.

### طراحی و توسعه
توسعه ای-6 اینترودر در دهه 1950 آغاز شد، زمانی که نیروی دریایی ایالات متحده به دنبال یک هواپیمای تهاجمی جدید برای جایگزینی هواپیماهای قدیمی مانند داگلاس ای-1 اسکایرایدر بود. هدف از طراحی این هواپیما، ایجاد یک پلتفرم تهاجمی با قابلیت انجام مأموریت‌های دقیق در شرایط دشوار آب‌وهوایی و در شب بود.
شرکت گرومن، که پیش‌تر به دلیل طراحی هواپیماهای جنگی موفق شهرت داشت، پروژه طراحی ای-6 را بر عهده گرفت. اولین نمونه اولیه این هواپیما در سال 1960 پرواز کرد و در سال 1963 وارد خدمت عملیاتی شد.

### ویژگی‌های طراحی
ای-6 اینترودر دارای طراحی منحصر به‌فردی است که آن را از سایر هواپیماهای تهاجمی متمایز می‌کند:
- دوسرنشینه بودن: ای-6 دارای دو صندلی برای خلبان و افسر سامانه‌های تسلیحاتی (Bombardier/Navigator) است که به آن امکان کنترل دقیق تسلیحات و ناوبری را می‌دهد.
- موتورهای توربوفن: این هواپیما از دو موتور توربوفن پرت اند ویتنی J52 بهره می‌برد که قدرت و کارایی بالایی را فراهم می‌کنند.
- قابلیت عملیات در هر شرایط آب‌وهوایی: ای-6 مجهز به سامانه‌های پیشرفته ناوبری و تسلیحاتی بود که امکان انجام مأموریت‌های دقیق در شرایط دشوار آب‌وهوایی و در شب را فراهم می‌کرد.
- طراحی بال: بال‌های عریض ای-6 به آن اجازه می‌داد که با سرعت کمتری پرواز کند و بار بیشتری حمل کند.

### عملکرد عملیاتی
ای-6 اینترودر برای طیف گسترده‌ای از مأموریت‌ها طراحی شده بود، از جمله:
- حمله به اهداف زمینی
- پشتیبانی نزدیک هوایی
- انجام مأموریت‌های تهاجمی در عمق خاک دشمن

این هواپیما توانایی حمل طیف گسترده‌ای از تسلیحات، از جمله بمب‌های معمولی، بمب‌های هدایت‌شونده و موشک‌های هوا به زمین را داشت. ای-6 به دلیل قابلیت‌های عملیاتی پیشرفته‌اش در جنگ ویتنام و سایر درگیری‌های نظامی مورد استفاده قرار گرفت.

### مدل‌های مختلف
در طول خدمت عملیاتی، چندین مدل از ای-6 اینترودر تولید شد:
1. A-6A: مدل اصلی که در دهه 1960 وارد خدمت شد.
2. A-6E: مدل بهینه‌سازی‌شده با سامانه‌های ناوبری و تسلیحاتی پیشرفته‌تر.
3. EA-6B Prowler: نسخه جنگ الکترونیک ای-6 که برای مأموریت‌های جنگ الکترونیک و اخلال راداری طراحی شد.

### خدمت عملیاتی
ای-6 اینترودر در چندین درگیری نظامی مهم، از جمله:
- جنگ ویتنام: ای-6 یکی از اصلی‌ترین هواپیماهای تهاجمی نیروی دریایی در این جنگ بود.
- جنگ خلیج فارس: ای-6 در عملیات‌های هوایی علیه عراق نقش کلیدی ایفا کرد.
- عملیات‌های مختلف طی جنگ سرد: این هواپیما در مأموریت‌های مختلف تهاجمی و پشتیبانی هوایی مورد استفاده قرار گرفت.

### بازنشستگی
ای-6 اینترودر در دهه 1990 به تدریج از خدمت عملیاتی خارج شد و جای خود را به هواپیماهای جدیدتر مانند اف/ای-18 هورنت داد. آخرین نمونه‌های عملیاتی ای-6 در سال 1997 از خدمت نیروی دریایی ایالات متحده خارج شدند. با این حال، نسخه جنگ الکترونیک آن، یعنی EA-6B Prowler، تا سال‌های بعدی در خدمت باقی ماند.

### میراث
گرومن ای-6 اینترودر به‌عنوان یکی از موفق‌ترین هواپیماهای تهاجمی تاریخ نیروی دریایی ایالات متحده شناخته می‌شود. این هواپیما توانایی‌های منحصربه‌فردی در انجام مأموریت‌های پیچیده داشت و نقش مهمی در پیشبرد فناوری‌های هوایی و نظامی ایفا کرد.

### مشخصات فنی (مدل A-6E)
- طول: 16.7 متر
- عرض بال: 16.2 متر
- ارتفاع: 4.9 متر
- وزن خالی: 12,000 کیلوگرم
- حداکثر وزن برخاست: 27,000 کیلوگرم
- موتور: دو موتور پرت اند ویتنی J52-P-8B توربوفن
- حداکثر سرعت: 1,040 کیلومتر بر ساعت
- برد عملیاتی: 3,900 کیلومتر
- تسلیحات: بمب‌های معمولی، بمب‌های هدایت‌شونده، موشک‌های هوا به زمین، و موشک‌های ضدکشتی

### نتیجه‌گیری
گرومن ای-6 اینترودر یکی از هواپیماهای تهاجمی پیشگام در تاریخ نیروی دریایی ایالات متحده بود که توانست در چندین دهه خدمت عملیاتی، قابلیت‌های خود را در میدان‌های نبرد به نمایش بگذارد. طراحی پیشرفته، توانایی حمل تسلیحات متعدد، و قابلیت عملیات در شرایط آب‌وهوایی دشوار، این هواپیما را به یکی از نمادهای قدرت هوایی ایالات متحده تبدیل کرد.

## بازنشستگی
علی‌رغم تولید بدنه‌های جدید هواپیما در سری شماره‌های 164XXX (BuNo) کمی قبل و بعد از جنگ خلیج فارس، که با برنامه تعویض بال‌های بدنه‌های قدیمی تقویت شده بود، هواپیماهای A-6E و KA-6D در اواسط دهه ۱۹۹۰ به سرعت از خدمت خارج شدند. این اقدام در راستای کاهش هزینه‌های نیروی دریایی آمریکا و توسط دفتر وزیر دفاع انجام شد تا تعداد انواع مختلف هواپیماها در ناوگان هوایی ناوهای هواپیمابر و گروه‌های هوایی تفنگداران دریایی آمریکا کاهش یابد.
قرار بود ای-۶ اینترودر با مک‌دانل داگلاس ای-۱۲ اونجر ۲ جایگزین شود، اما آن برنامه به دلیل هزینه‌های بیش از حد لغو شد. هواپیمای اینترودر برای چند سال دیگر در خدمت باقی ماند تا اینکه بازنشسته شد و جای خود را به گرامن اف-۱۴ تام‌کت مجهز به سیستم سامانه هدف‌گیری فروسرخ در شب داد. این هواپیما نیز به نوبه خود با بوئینگ اف/ای-۱۸ سوپر هورنت در نیروی دریایی آمریکا و مک‌دانل داگلاس اف/ای-۱۸ هورنت دو نفره در نیروی تفنگداران دریایی آمریکا جایگزین شد. در دهه ۲۰۱۰، برنامه هواپیمای بدون سرنشین نظارتی و حمله‌ای ناوپایه (Unmanned Carrier-Launched Airborne Surveillance and Strike) قرار بود یک هواپیمای بدون سرنشین برای نقش حملات دوربرد به عنوان جانشین اینترودر تولید کند، اما این ابتکار به مرور زمان اولویت‌های خود را به ماموریت‌های سوخت‌رسانی تغییر داد. آخرین هواپیماهای اینترودر در ۲۸ فوریه ۱۹۹۷ بازنشسته شدند.
بسیاری از اعضای سازمان دفاعی آمریکا و به ویژه هوانوردی دریایی، عقلانیت تغییر به یک نیروی ضربتی با برد کوتاه‌تر بر اساس ناوپایه، همانند «هورنت» و «سوپرهورنت» را در مقایسه با هواپیماهای نسل قدیمی‌تر مانند «اینترودر» و «تام‌کت» زیر سؤال بردند. با این حال، در دسترس بودن تانکرهای بوئینگ کی‌سی-۱۳۵ استراتوتانکر و مک‌دانل داگلاس کی‌سی-۱۰ اکستندر که برای سازگاری با هواپیماهای تاکتیکی نیروی دریایی، تفنگداران دریایی و ناتو در تمام درگیری‌های اخیر اصلاح شده بودند، توسط برخی تصمیم‌گیرندگان ارشد در وزارت دفاع به عنوان عاملی برای کاهش نیاز به توانایی سوخت‌گیری هوایی مستقل در ناوگان هوایی ناوهای هواپیمابر و برد مستقل در میان هواپیماهای ضربتی ناوپایه در نظر گرفته شد. اگرچه اینترودر نمی‌توانست با سرعت یا توانایی نبرد هوایی اف-۱۴ یا اف/ای-۱۸ رقابت کند، اما برد و ظرفیت بارگذاری آن همچنان توسط هواپیماهای جدیدتر ناوگان بی‌رقیب باقی مانده است.
در زمان بازنشستگی، چندین بدنه بازنشسته ای-۶ که در انتظار تعویض بال‌ها در تأسیسات نورثروپ گرامن در فرودگاه سنت آگوستین، فلوریدا بودند، بعداً در سواحل شهرستان سنت جانز، فلوریدا غرق شدند تا یک صخره مرجانی مصنوعی به نام "Intruder Reef" ایجاد کنند. هواپیماهای باقی‌مانده که با بال‌های جدید مجهز شده بودند و تولیدات بعدی (مانند سری BuNo 164XXX) که برای موزه‌ها یا نمایش‌های ثابت غیرپروازی تعیین نشده بودند، در مرکز ذخیره‌سازی AMARG در پایگاه نیروی هوایی دیویس–مونتهن، آریزونا ذخیره شدند.